# Lionel Blue
Lionel Blue (6. února 1930, Londýn – 19. prosince 2016) byl britský reformační rabín, novinář, znalec spirituality a hlasatel. Stal se prvním britským rabínem, který otevřeně deklaroval svou homosexuální preferenci.

## Život
Narodil se v londýnské čtvrti East End jako jediný syn krejčovského mistra.
Studoval historii na Oxfordské univerzitě a semitismus na Londýnské univerzitě. V roce 1960 byl ustanoven rabínem. Z vojenské služby jej propustili po nervovém zhroucení, které bylo následkem úzkosti nad svou homosexualitou.
Dlouhá léta pracoval v médiích, ve kterých se stal populární, zejména díky ironickému a vlídnému smyslu pro humor v rozhlasovém pořadu Thought for the Day na stanici BBC Radio 4. Prezentoval se také jako novinář, kuchař a spisovatel.

### Rabín
V letech 1960–1963 byl duchovním v Sídelní synagoze a middlesexské Nové synagoze. Poté se stal evropským ředitelem Světové unie pro pokrokový judaismu (World Union for Progressive Judaism). V roce 1967 začal dlouholetou přednáškovou činnost na Leo Baeck College v Londýně.

### Coming out
V roce 1981 se jako první britský rabín veřejně přiznal k homosexualitě, když publikoval Godly and Gay. Otevřeně v této otázce vystupoval již od 60. let. Postupně žil se třemi partnery. Nicméně jeho paměti vypovídají o tom, že byl v roce 1950 blízko uzavření manželství se spolužačkou z Oxfordu Joannou Hughesovou.
Působil také jako příležitostný řečník v gay a lesbických společenstvích Židů. Byl též patronem gay a lesbického hnutí Kairos. Více než čtvrtstoletí pracoval jako pravidelný přispěvatel do pořadu Thought for the Day na BBC Radio 4.
Se svým partnerem Jimem žil od roku 1981.

### Zdravotní stav
V 57 letech mu byla diagnostikována epilepsie, kterou úspěšně léčil medikamenty. V roce 1997 se peroperačně potvrdil zhoubný nádor. Následně podstoupil radioterapii a hormonální léčbu. Zemřel 19. prosince 2016 ve věku 86. let.

## Citáty
| „               | Obliba jeho knih vychází z toho, že duchovní obsah spojuje s příběhem. | “ |
| — Jan Jandourek |                                                                        |   |

| „                                             | Upřímná, vzácně sebeironická výpověď rabína, spojující anglický humor s židovskou moudrostí | “ |
| — Tomáš Halík, o knize Zadními vrátky do nebe |                                                                                             |   |